# Cranichideae
Cranichideae ist eine Tribus aus der Familie der Orchideen (Orchidaceae). In ihr sind etwa 600 Arten zusammengefasst, die fast weltweit verbreitet sind. Es sind krautige, zumeist kleine Pflanzen.

## Merkmale
Die Cranichideae besitzen fleischige Wurzeln, manchmal zu spindelförmigen Speicherorganen verdickt, Wurzelknollen kommen in der Subtribus Pterostylidinae vor. Die Wurzeln können – charakteristisch für je nach Subtribus – einzeln an einem Rhizom verteilt sein oder büschelweise beisammenstehen. Die Blätter sind in der Knospe gerollt (convolut) und spiralig am Spross angeordnet.
Der Blütenstand ist eine endständige Traube, manchmal auf nur eine Blüte reduziert. Die Blütenblätter des äußeren Kreises sind einander meist ähnlich, die seitlichen können etwas asymmetrisch sein oder miteinander verwachsen. Die seitlichen Petalen haften häufig dem oberen Sepal an. Die Form der Lippe ist sehr variabel, häufig besitzt sie an der Basis eine Vertiefung oder einen deutlichen Sporn. Die Narbe ist ganzrandig, zweilappig oder besteht aus zwei Flächen. Das Staubblatt steht parallel zur Säulenachse und ist über einen kurzen Staubfaden mit diesem verbunden. An dieser Stelle bildet sich häufig ein erhabener Rand oder eine Kappe um und über das Staubblatt (Klinandrium), dieses Gewebe entsteht aus den Staminodien. Das Staubblatt enthält in zwei Kammern insgesamt zwei oder vier Pollinien. Das Trenngewebe zwischen Narbe und Staubblatt (Rostellum) ist häufig lang ausgezogen und trägt die Klebscheibe (Viscidium), an der die Pollinien hängen.

## Verbreitung

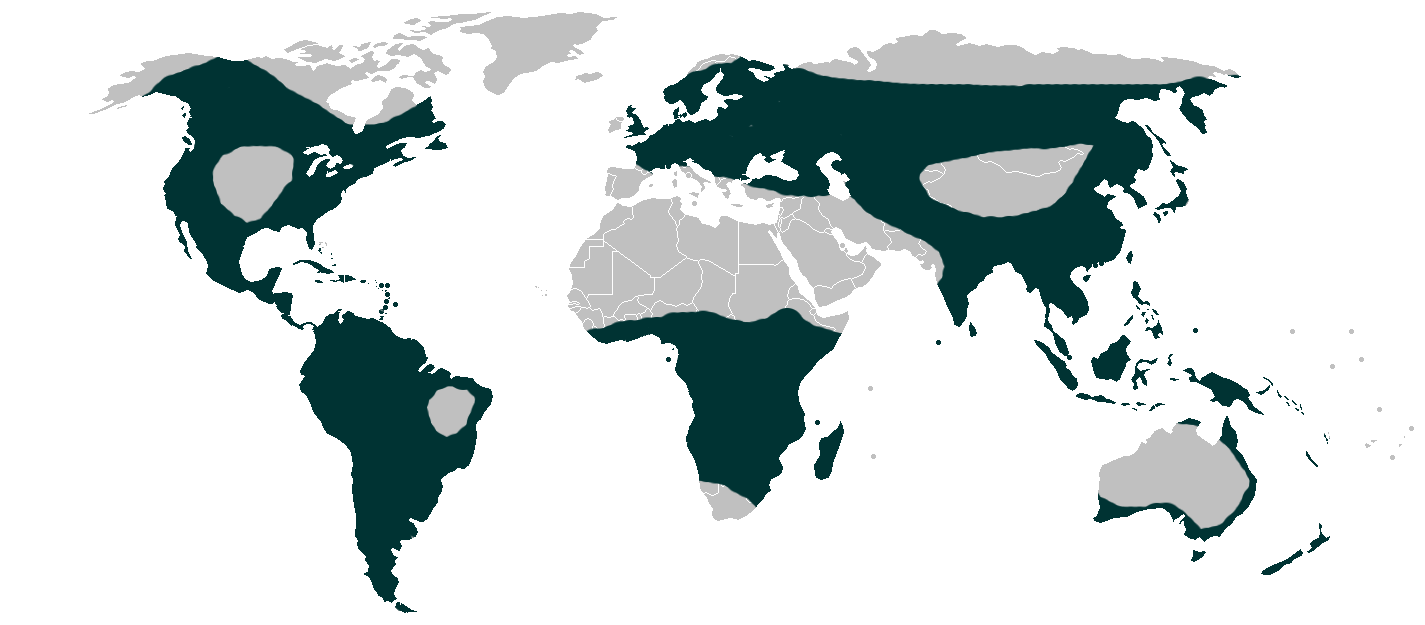
Weltweite Verbreitung der Cranichideae

Die Arten der Tribus Cranichideae sind mit Ausnahme von Wüsten und Trockengebieten weltweit verbreitet. Schwerpunkt der Verbreitung sind die Tropen und Subtropen Amerikas und Asiens.

## Systematik

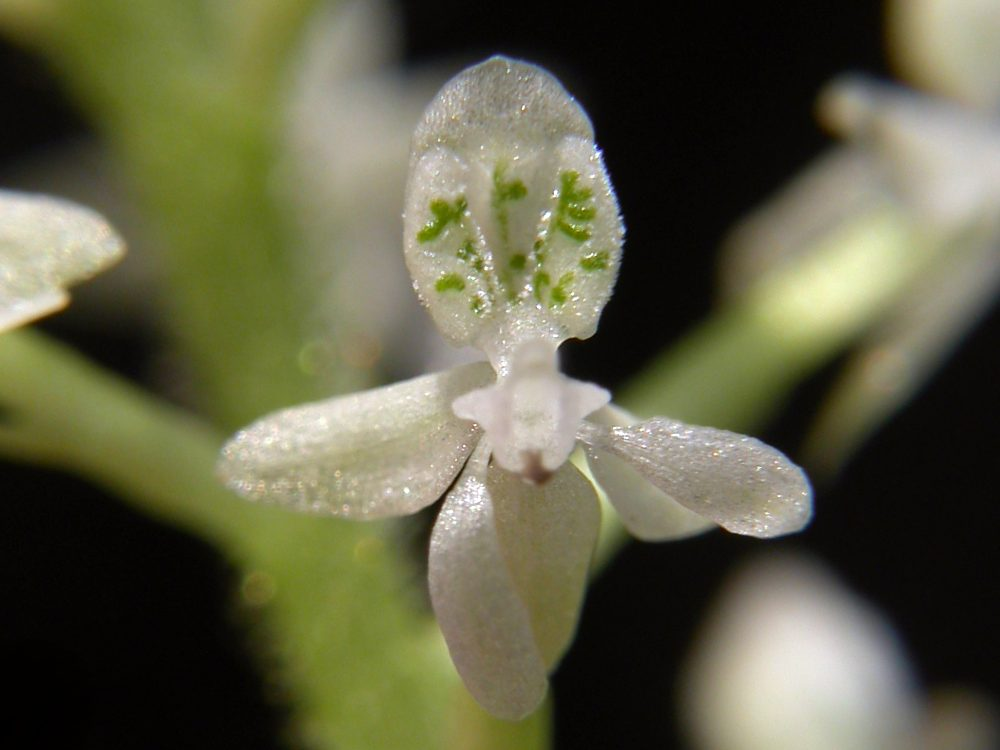
Cranichis candida, Subtribus Cranichidinae

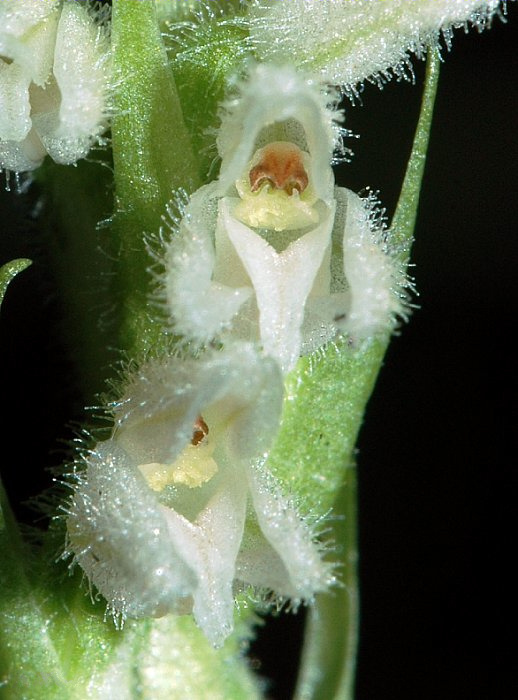
Goodyera repens, Subtribus Goodyerinae

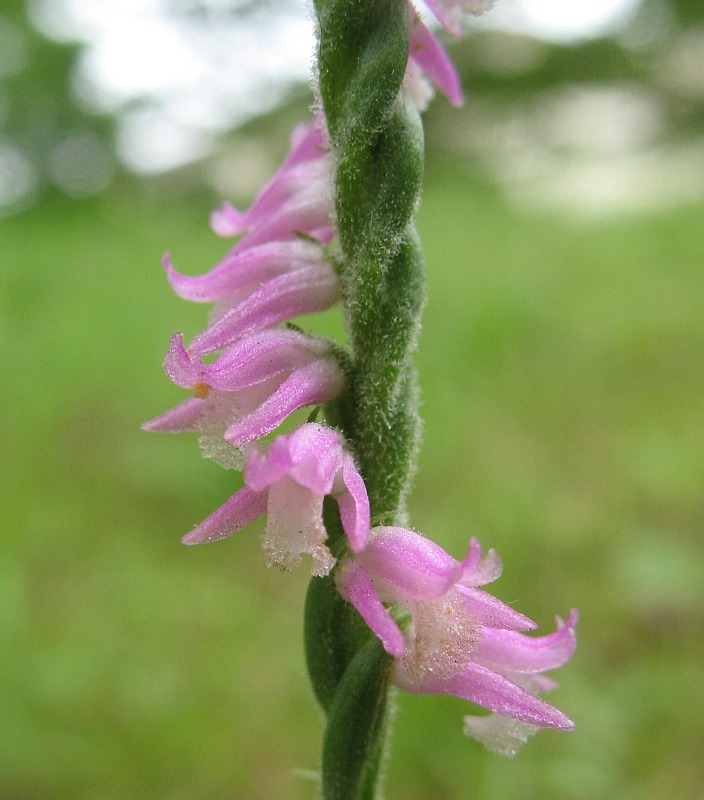
Spiranthes sinensis, Subtribus Spiranthinae

Die Tribus Cranichideae ist Teil der Unterfamilie Orchidoideae. Sie ist Schwestertaxon der Diurideae. Schon Lindley fasste 1840 die Verwandtschaft um die Typusgattung Cranichis zusammen, als Tribus beschrieben wurde sie von Endlicher 1842.
Schlechter legte 1926 eine Unterteilung in fünf Subtriben vor, die von Dressler 1993 aufgegriffen und um eine Subtribus erweitert wurde. Das Gros der Arten verteilte sich demnach auf die Subtriben Cranichidinae, Goodyerinae, Prescottiinae und Spiranthinae; dazu noch die jeweils nur eine Gattung enthaltenden Manniellinae und Pachyplectroninae.
Seither wurden durch neuere Untersuchungen einerseits der Umfang der Cranichideae ausgeweitet, andererseits einige Gruppen zusammengefasst. So hat sich eine nahe Verwandtschaft von Prescottiinae und Cranichidinae erwiesen, beide können unter letzterem Namen zusammengefasst werden. Pachyplectron ist nah mit den Goodyerinae verwandt und wird dazu gezählt. Die Gattung Galeottiella, bei Dressler noch Teil der Spiranthinae, kann als eigene Subtribus Galeottiellinae aufgefasst werden. Während Dressler die Gattung Pterostylis als Subtribus Pterostylidinae innerhalb der Diurideae führt, wird sie von Chase zu den Cranichideae gezählt. Ein basales Taxon innerhalb der Cranichideae ist die Gattung Achlydosa; ihre Verwandtschaft zu Pterostylis ist noch unklar.
Die Subtriben der Tribus Cranichideae:
- Achlydosinae
- Cranichidinae
- Galeottiellinae
- Goodyerinae
- Manniellinae
- Pterostylidinae
- Spiranthinae